# Liste der Kulturdenkmäler in Wawern (Saar)
In der Liste der Kulturdenkmäler in Wawern sind alle Kulturdenkmäler der rheinland-pfälzischen Ortsgemeinde Wawern aufgeführt. Grundlage ist die Denkmalliste des Landes Rheinland-Pfalz (Stand: 8. Februar 2023).

## Denkmalzonen
| Bezeichnung          | Lage                                                                                | Baujahr                 | Beschreibung | Bild |
| -------------------- | ----------------------------------------------------------------------------------- | ----------------------- | --- | ---- |
| Denkmalzone Ortskern | Gartenstraße, Im Bungert, Saarburger Straße, Unterm Herrenberg, Weinbergstraße Lage | 16. bis 20. Jahrhundert | Dorf in seiner Ausdehnung bis um 1850, Bausubstanz des 16. bis 20. Jahrhunderts, zur Saarburger Straße ausgerichtete Zeilen aus Trierer Quereinhäusern, mit ehemaliger Kirche, ehemaliger Synagoge, Kirche, Schule, Gemeindekelterhaus, ehemaligem Gemeindehirtenhaus und ehemaliger Mühle, einschließlich des Kranzes von Nutzgärten und dem im Süden anschließenden Wiesenland | BW   |

## Einzeldenkmäler
| Bezeichnung                           | Lage                                                   | Baujahr                           | Beschreibung | Bild                           |
| ------------------------------------- | ------------------------------------------------------ | --------------------------------- | --- | ------------------------------ |
| Wohn- und Stallgebäude                | Am Dorfplatz 4 Lage                                    | Mitte des 19. Jahrhunderts        | Wohn- und Stallgebäude, Mitte des 19. Jahrhunderts                                                                   | Fotos hochladen                |
| ehemalige Synagoge                    | Am Dorfplatz 6 Lage                                    | um 1830                           | nachbarocker Saalbau, um 1830                                                                                        | Fotos hochladen                |
| Wohnhaus                              | Gartenstraße 6 Lage                                    | 1814                              | dreigeschossiges klassizistisches Wohnhaus, bezeichnet 1814                                                          | Fotos hochladen                |
| Wohnhaus                              | Gartenstraße 7 Lage                                    | erste Hälfte des 19. Jahrhunderts | dreigeschossiges klassizistisches Wohnhaus, erste Hälfte des 19. Jahrhunderts                                        | Fotos hochladen                |
| Wegekapelle                           | Saarburger Straße, Ecke Gartenstraße Lage              | frühes 20. Jahrhundert            | Wegekapelle, Backsteinbau, frühes 20. Jahrhundert                                                                    | Fotos hochladen                |
| Pfarrhof                              | Saarburger Straße 1 Lage                               | 1822                              | ehemaliger Pfarrhof; klassizistisches Quereinhaus, bezeichnet 1822                                                   | Fotos hochladen                |
| Judenschule                           | Saarburger Straße 13 Lage                              | 1865                              | ehemalige Judenschule und Rabbinerwohnhaus; dreigeschossiger Putzbau mit Ritualbad, bezeichnet 1865                  | BW                             |
| Bildstock                             | Saarburger Straße, an Nr. 15 Lage                      | 1910                              | Bildstock, neugotisch, bezeichnet 1910                                                                               | Fotos hochladen                |
| Bannmühle                             | Saarburger Straße 33 Lage                              | ab 1623                           | ehemalige Mühle; Quereinhaus, 1827, Querbau mit ehemaliger Mühleneinrichtung, 1623                                   | BW                             |
| Weingut                               | Unterm Herrenberg 1 Lage                               | 1722                              | ehemaliges Hofgut; ummauerter barocker Streckhof, bezeichnet 1722, Krüppelwalmdachbau mit eingeschossigem Kelterhaus | Fotos hochladen                |
| Kelterhaus                            | Unterm Herrenberg 10 Lage                              | 1923                              | Kelterhaus; eingeschossiger Bruchsteinbau mit Walmdach, bezeichnet 1923                                              | Fotos hochladen                |
| Katholische Pfarrkirche St. Sebastian | Weinbergstraße 6 Lage                                  | 1928                              | Saalbau, 1928, Architekt Christoph Ewen                                                                              | weitere Bilder Fotos hochladen |
| Bildstock                             | Weinbergstraße, an Nr. 26 Lage                         | 1813                              | Bildstock, 1813 | Fotos hochladen                |
| Wegekapelle                           | Weinbergstraße, bei Nr. 26 Lage                        | 1893                              | Wegekapelle, neugotischer Putzbau, bezeichnet 1893                                                                   | BW                             |
| Kreiswasserwerk                       | westlich des Ortes im Wawerner Tal, nahe der B 51 Lage | 1911/12                           | Kreiswasserwerk; bauliche Gesamtanlage in Parkanlage aus Betriebs- und Wohnbauten, 1911/12                           | Fotos hochladen                |